# Enedina Caudillo
Enedina Caudillo Gómez (* 8. Oktober 1984 in Parácuaro, Michoacán) ist eine mexikanische Fußballschiedsrichterassistentin.
Seit 2009 steht sie auf der Liste der FIFA-Schiedsrichter und leitet internationale Fußballpartien.
Caudillo war unter anderem Schiedsrichterassistentin bei der U-20-Weltmeisterschaft 2012 in Japan, bei der U-17-Weltmeisterschaft 2014 in Costa Rica, bei der Weltmeisterschaft 2015 in Kanada (als Assistentin von Quetzalli Alvarado), beim olympischen Fußballturnier 2016 in Rio de Janeiro, bei der U-17-Weltmeisterschaft 2018 in Uruguay, beim Algarve-Cup 2019, bei der Weltmeisterschaft 2019 in Frankreich, beim olympischen Fußballturnier 2020 in Tokio (jeweils als Assistentin von Lucila Venegas) und bei der U-17-Weltmeisterschaft 2022 in Indien (als Assistentin von Katia García), meist zusammen mit Lixy Enríquez oder Mayte Chávez. Insgesamt leitete Caudillo sechs WM-Spiele bei zwei aufeinanderfolgenden Weltmeisterschaften.
Am 30. Oktober 2022 leiteten Katia García, Mayte Chávez und Enedina Caudillo das Finale der U-17-Weltmeisterschaft 2022 zwischen Kolumbien und Spanien (0:1).